# Monte Vidon Corrado
Monte Vidon Corrado é uma comuna italiana da região dos Marche, província de Fermo, com cerca de 829 habitantes. Estende-se por uma área de 5 km², tendo uma densidade populacional de 166 hab/km². Faz fronteira com Falerone, Montappone, Montegiorgio.

## Demografia
| Variação demográfica do município entre 1861 e 2011                               |
|                                                                                   |
| Fonte: Istituto Nazionale di Statistica (ISTAT) - Elaboração gráfica da Wikipedia |